# 蘇丹國徽
蘇丹共和國國徽。现行苏丹共和国的国徽，啟用於1969年，為一隻秘書鳥，胸前是馬赫迪之盾。上方的綬帶書有國家格言「勝利屬於我們」，下方以阿拉伯语書有國名。

## 历史
英埃共管苏丹时期，英国驻苏丹总督使用“苏丹总督”字样的徽记，周围环绕着月桂花环。
1956 年独立后，苏丹共和国采用了国徽，其图案为一头犀牛，周围环绕着两棵棕榈树和橄榄枝，下方印有国名：جمهورية السودان Jumhūriyat as-Sūdān  该国徽一直使用到 1970 年。

奥斯曼帝国时期埃及苏丹的徽章
英埃共管苏丹时期的徽章
英埃苏丹总督使用的徽章
亚非会议（1955 年 4 月）期间代表苏丹的临时会徽
1956年至1970年苏丹共和国国徽
1970年至1985年苏丹民主共和国的国徽
自 1985 年起使用的苏丹共和国国徽
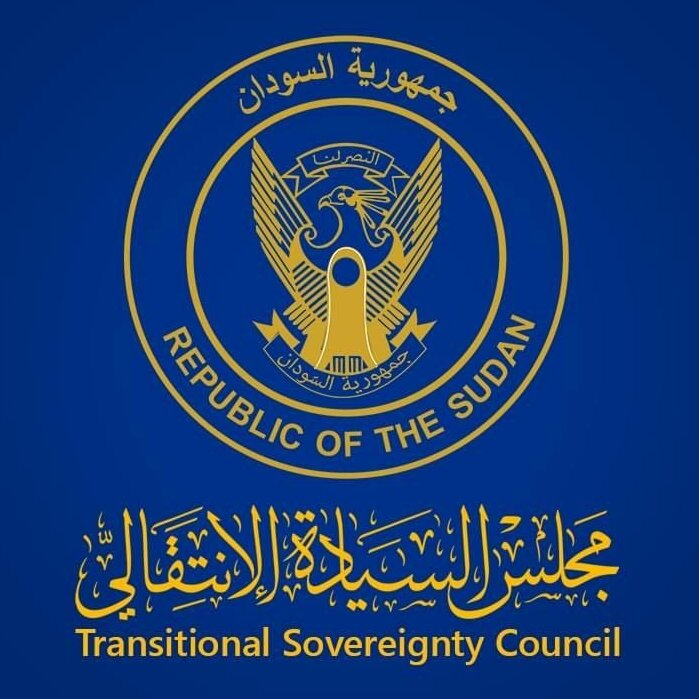
苏丹过渡主权委员会标志（2023年至今）